# Joseph André Doucet
Pour les articles homonymes, voir Doucet.
Joseph André Doucet (1880-1963) est un marchand et un homme politique canadien.

## Biographie
Joseph André Doucet est né le 1er janvier 1880 sur l'île d'Anticosti, au Québec. Son père est Pierre Doucet et sa mère est Élizabeth Bezeau. Il étudie au Séminaire de Québec puis à l'Université Laval. Il épouse Joséphine Trudel le 12 avril 1910 et le couple a deux enfants. Il se remarie avec Alexandrine Lanouette en 1940, avec qui il a un enfant.
Il est député du Gloucester à l'Assemblée législative du Nouveau-Brunswick de 1923 à 1956 en tant que libéral. Il est proclamé président de la Commission d'énergie électrique du N.-B. en 1940, ministre de la Santé et du Travail entre 1940 et 1944 et ministre de l'Industrie et de la Reconstruction de 1944 à 1952. Il est aussi conseiller municipal du comté de Gloucester de 1909 à 1910 puis de 1922 à 1923.
Il est mort en 1963 à Paquetville. Le hameau de Val-Doucet, dans le village de Notre-Dame-des-Érables, est nommé en son honneur.